# Лефоше (револвер)
Револвер типа Лефоше  (енгл. Lefaucheux-style revolver), најранија врста револвера са сједињеним метком (са игленим паљењем), која се користила кратко време средином 19. века.

## Историја

### Позадина
Метак са игленим паљењем патентирао је 1835. године француски пушкар Казимир Лефоше (1802-1852). Први сједињени метак са металном чахуром у свету, са обједињеним зрном, барутним пуњењем и капислом у металној чахури. Ова муниција користила се у Француској од 1835. за пиштоље бибернике и ловачке пушке острагуше - метак би се убацио у цев тако да игла чахуре вири кроз прорез на горњем зиду барутне коморе, и каписла се активирала ударцем ороза по игли метка. Од 1852. почела је производња револвера са муницијом овог типа, који су широко коришћени у Европи и САД. За разлику од револвера капислара (нпр. Колт морнарички револвер, Адамс) који су тада масовно коришћени, метални меци су се лако и брзо стављали одостраг у добош, а чахуре су спречавале пропуштање барутних гасова уназад према руци стрелца, чиме се уједно повећала кинетичка енергија и домет зрна. Револвери Лефоше модел 1854 и Лефоше модел 1858 коришћени су у Кримском рату (1853-1856) и Америчком грађанском рату (1861-1865).
Међутим, већ 1857. америчка компанија Смит и Весон патентирала је ефикасније метке са ивичним паљењем за своје револвере, а у Европи су Едвард Боксер и Хирам Бердан 1866-1868. патентирали још ефикасније метке са централним паљењем, који су убрзо заменили муницију типа Лефоше и револвере тог типа.

### Еволуција и значај
Најранији успешни пиштољи на метке са игленим паљењем - направљени у Француској око 1850 - били су биберници које је направио париски оружар Казимир Лефоше, који се сматра заслужним за проналазак првог сједињеног метка са игленим паљењем (око 1836). Његов син Ежен Лефоше направио је прве револвере 1854. за француску војску, копирањем конструкције револвера капислара Маријет, која је  била инспирисана тадашњим Колтовима. Револвер Лефоше је накнадно усвојен у октобру 1857. од стране француске морнарице, побољшан обарачем двоструког дејства који је патентирао Шаине 1853. Револвери на муницију са ивичним паљењем су генерално познати каоЛефоше, у част изумитеља њиховог метка.
Убрзо након увођења првих револвера, Ежен Лефоше је произвео побољшане моделе са обарачем двоструког дејства; стојећи затварач је усавршен, а џепни модели добили су склопиве окидаче. Тако је направљен типични Лефошеов револвер, са карактеристичним  обликом дршке, ороза и ваљкастог затварача који су их чинили лако препознатљивим.
Револвери Лефоше су копирани у многим земљама, а посебно у Аустроугарској, Белгији, Немачкој и Шпанији. Произведени су у тако великом броју у Лијежу да многи људи још увек погрешно верују да је Лефоше систем настао у Белгији.
Појава, развој и брзо ширење револвера на метке са централним паљењем (после 1860) није имала непосредан утицај на европску производњу револвера са игленим паљењем — иако су били мање ефикасни. Ово је делимично било због чињеница да су меци са ивичним паљењем били јефтинији и лакши за производњу него меци са централним паљењем. Производња Лефошеових револвера је настављена у многим земљама, и даље су усавршавани. Инспирисане обрасцима револвера са централним паљењем, ове промене су укључивале чвршћи стојећи затварач уграђен у затворен оквир, боље капије за пуњење и добоше са жлебовима. Неки пиштољи су чак могли истовремено да користе метке са игленим и централним паљењем.
Чак су и најновији револвери са игленим паљењем и даље популарно називани 'Лефоше', иако су значајне структурне промене тако одступиле у великој мери од класичног узорка. Заиста, Лефошеов систем је био тако популаран да су многи нови револвери са централним паљењем усвојили неке њихове одлике. Типичан пример су револвери Гасер модел 1870 са централним паљењем, чији је облик и конструкција бипо типично Лефошеов.

### Карактеристике
Први револвери Лефоше, модел 1854 и и 1858, били су калибра 12,7 мм и имали обарач једноставног дејства. До 1860-их и 1870-их, развијена је типична врста револвера Лефоше са обарачем двоструког дејства. Његове карактеристике укључивале суотворен рам и осмоугаону или цилиндричну цев са осмоугаоним задњим крајем. Носач цеви био је причвршћен (заврнут) на осовину цилиндра, која је била чврсто фиксирана за стојећи затварач. Шипка за избијање чаура углавном је пролазила кроз носач цеви, померена удесно тако да се истрошене чауре могу избити кроз капију за пуњење, а обично се задржавала опругом. Доњи крај носача цеви био је причвршћен за рам завртњем. Добош је најчешће имао 6 метака, а његова површина је била глатка, осим цилиндричних зареза који су га држали на месту (у линији са цеви) после сваког окрета. Капија са опругом се отварала навише.
Уздигнути предњи нишан, често са куглицом на врху, био је ушрафљен у цев или, алтернативно, углављен у бочни жлеб у облику ластавичјег репа. Задњи нишан, ако је уграђен, био је или мали блок облика латинског слова В или прорез у орозу. Револвери великог калибра (11-12 мм) углавном имају наведене карактеристике. Класични малокалибарски Лефоше (5-9 мм) имао је све карактеристике које су претходно описане, али и склопиве окидаче без штитника окидача.

#### Изузеци
Револвери Лефоше система који су производиле појединачне компаније често су одступали од стандардних шаблона. Дршке су биле различитог облика, док су капије за пуњење често ротиране надоле уместо нагоре  Добош је могао имати прстенасти штит за заштиту осетљивих иглица метка од спољашњег ударца. Шипке за избацивање чаура су могле биле смештене у дршку или, ређе, испод цеви; извукле би се и одвојиле од револвера када је требало изгурати чахуре из добоша. Неки произвођачи имали су препознатљиве карактеристикеː белгијски револвери фирме Арендт имали су заобљену дршку, док су револвери фирме Франкоте имали затварач из више делова, заобљену дршку и кочницу за ороз са десне стране, испод добоша. Реноови револвери имали су капију за пуњење са кваком која се отварала наниже.
Пиштољи који су били прилагођени за пуњење мецима са игленим и централним паљењем наизменично су углавном имали посебан ороз са равним ударачем - карактеристичан за иглено паљење—и избочином налик стрелици за дробљење каписле за централно паљење.
Неки револвери направљени при крају њихове производње имали су продужетак цеви који се пружао уназад до горњег задњег дела затварача, где је био причвршћен завртњима да би се обезбедио затворени оквир. Оружје овакве конструкције су несумњиво чвршће од еквивалената отвореног оквира, а модели са затвореним оквиром били су најјачи од свих.
Џепни револвери Лефоше укључују моделе без цеви инспирисане најранијим биберницима каписларима.

## Спољашњи извори
- An Overview of the Pinfire Revolver System
- Shooting the 11mm Lefaucheux revolver